# 富田親家
富田 親家（とみだ ちかいえ、生没年不詳）は、鎌倉時代初期の武蔵国児玉党の武士（現在の埼玉県本庄市出身）。児玉党系富田氏の祖。通称は三郎。富田氏館（武州）初代館主。

## 児玉党系富田氏の祖
児玉党の本宗家3代目である児玉家行の三男として生まれ、父家行より児玉郡西富田郷若泉庄の富田（現在の本庄市大字富田）の領地を与えられ、西富田堀の内に移住。富田三郎親家を称して富田氏の祖となった。『吾妻鑑』『鎌倉武鑑』には、富田近家の名で記載されている。兄は2人おり、児玉党本宗家4代目である庄太夫家弘と塩谷平太夫家遠がいる（そのため、庄氏と児玉党系塩谷氏は同族である）。子に富田太郎近重らがいる。
一説に親家が活躍した時期から考えて、富田氏は児玉氏の血族ではなかった（親家は家行の息ではない）とする説もあるが、ここでは系図と通称に従って記載する。

## 坂東の大力武士
大力（強力）を誇った武士として坂東にその名を知られており、そのおかげで助かった経歴を持つ。建保元年（1213年）、和田義盛が北条氏打倒の為、挙兵した際（和田合戦）、親家は和田氏軍に味方して出陣し、幕府軍に捕らえられた（将軍家に親家の力芸を観させるため、そのまま相模国鎌倉に送られた）。鼎（かなえ）を持ち上げ、石をも砕くと言う親家の怪力話を聞いた三代将軍源実朝が親家を呼び、その怪力を試すべく、大鹿の角を差し出し、これを折る様に指示した。親家はこれを2本同時に折って見せ、実朝と列座していた一同を感心させ、その罪を許されて、紀伊国の領地を与えられた。親家はこれに深い恩義を感じ、それ以後は忠臣として活動し続け、その子孫も忠義を尽くしたと『吾妻鑑』に載る（承久の乱で子息達の活躍と討死になどが記されている）。

## その他
- 親家がへし折ったとされる奥州産の大鹿の角は、長さが3尺（約90cm）、方7寸（約20cm）にもなる。
- 和田合戦時、児玉党系塩谷氏の一族も討死にしている。こ
- 大力と言う理由だけで助命されたうえ、敵兵でありながら領地まで与えられた。和田合戦では和田氏を初め横山党など、一族滅亡の憂き目に会った武士団もあり、その中でも異彩を放つ逸話となっている。
- 創立年代は不明だが、富田の冨田寺は親家が当地に館を構えた際に建立し、富田家の祈願所とした寺であると伝えられている。また、当地の宥宝寺は親家が開基であると伝えられている。西富田と栄の境には児玉党の守護神である金鑚神社が建てられているが、由緒によれば、富田氏の勧請とされる[3]。
- 出生地についてだが、父家行が「河内権守」、兄家弘が「河内守」とあることから、児玉郡の河内村（現児玉町河内）の生まれと考えられる（兄家弘と同様、児玉郡北部へ移住したことになる）。